# Únětice, Praha-západ
Únětice là một làng thuộc huyện Praha-západ, vùng Středočeský, Cộng hòa Séc.